# Droga krajowa B212 (Niemcy)
Droga krajowa 212 (niem. Bundesstraße 212, B 212) – niemiecka droga krajowa przebiegająca  z południa na północ od skrzyżowania z drogą B213 w Hoyerswege w Dolnej Saksonii do skrzyżowania z autostradą A27 w Bremerhaven.
Droga krajowa 212n (niem. Bundesstraße 212n, B 212n) Droga planowana jako połączenie z autostradą A281. Przyszłość inwestycji jest zagrożona, z uwagi na nieprzychylność gmin przez których teren droga miałaby przebiegać.